# Nienstädt
Nienstädt ist eine Gemeinde im Landkreis Schaumburg in Niedersachsen und Teil der Samtgemeinde Nienstädt.

## Geografie
Nienstädt liegt am Nordhang der Bückeberge zwischen Bückeburg und Stadthagen direkt an der Bundesstraße 65.
Die fünf Ortsteile der Gemeinde sind Nienstädt, Sülbeck, Liekwegen, Wackerfeld und Meinefeld. Während Sülbeck und Nienstädt direkt von der B 65 durchschnitten werden, zieht sich Liekwegen als Straßendorf am Bückeberg entlang. Wackerfeld und Meinefeld liegen in einer offenen Landschaft nördlich von Nienstädt.
Nachbarkommunen sind im Uhrzeigersinn die Städte Stadthagen und Obernkirchen sowie die Gemeinde Helpsen.

## Geschichte
Nienstädt
Der Ort ist in einer frühmittelalterlichen Siedlungsperiode entstanden. In einer zwischen 1153 und 1170 ausgestellten Urkunde bestätigte der Bischof von Minden eine Schenkung des Edlen Mirabilis in Nienstide. 1554 gab es die ersten Aufzeichnungen über den Abbau von Kohle. 1871 wurde auch eine Glashütte errichtet und Nienstädt wurde mit Wackerfeld und dem Gut Meinefeld als Landgemeinde im Amt Stadthagen geführt. Von 1928 bis 1974 gehörte auch der Bruchhof zur Gemeinde, der im 12. Jahrhundert Stammsitz des Edelherrn Mirabilis war, bis er das Kloster St. Mauritius damit begüterte, während die Vogtei über den Hof bei den Grafen von Wölpe verblieb, bis Graf Bernhard III. von Wölpe 1281 die Rechte an Volkwin übertrug. Um 1843 hatte Nienstädt 395 Einwohner. Am 1. März 1974 schlossen sich Nienstädt, Helpsen, Hespe und Seggebruch zur Samtgemeinde Nienstädt zusammen und gehörte zum Landkreis Schaumburg-Lippe. Seit 1977 ist der neugebildete Landkreis Schaumburg zuständig.
Sülbeck
Sülbeck soll nach Aussagen der Geschichtsforscher zwischen 1055 und 1080 erstmals als Sullethe erwähnt worden sein. Auch hier schenkte der Edle Mirabilis zwischen 1153 und 1170 einen Hof mit sieben Hufen an den Bischof von Minden. Im Jahre 1188 verkaufte Ludolf II. von Dassel dem Stift Obernkirchen einen Hof und die Kirche zu Sülbeck. Im Jahre 1540 wurde erstmals ein Kohlerevier erwähnt. Zwischen 1741 und 1762 wurden 55 Schächte geteuft. Im Jahre 1871 bildete Sülbeck eine Landgemeinde im Amt Bückeburg. Am 1. Juli 1968 wurde die Gemeinde aufgelöst und nach Nienstädt eingemeindet.
Liekwegen
Das Dorf ist ein von den Bergarbeiterdörfern Nienstädt und Sülbeck aus entstandenes Rodungsdorf. Im Jahre 1610 gibt es die Bezeichnung in den Lichwegen. Bei der Teilung der Grafschaft Schaumburg 1647/1648 kam das Gebiet zum hessischen Teil und gehörte zur Vogtei Hattendorf im Amt Schaumburg. 1782 hatte der Ort 170 Einwohner. Mit der Eingemeindung nach Nienstädt am 1. März 1974 erfolgte die Übernahme in den Landkreis Schaumburg-Lippe.
Wackerfeld und Meinefeld
Wackerfeld und Meinefeld sind ebenfalls in einer frühen Siedlungsperiode entstanden. Auch hier schenkte der Edle Mirabilis, der keine Nachkommen hatte, zwischen 1153 und 1170 in Wackeruelde und Eillenuelde Güter an den Bischof zu Minden. In den Orten reihte sich aus Platzmangel ein Kamp neben den anderen, senkrecht zum Bachlauf.
Am 1. Juli 1968 erfolgte der Zusammenschluss der Gemeinde Sülbeck mit Nienstädt. Am 1. März 1974 wurde die Gemeinde Liekwegen eingegliedert.

## Religion
Die evangelisch-lutherische Kirchengemeinde Sülbeck umfasst Nienstädt mit allen Ortsteilen und den Bruchhof (Stadthagen) und ist Teil der Evangelisch-Lutherischen Landeskirche Schaumburg-Lippe.
1969 wurde die katholische Kirche St. Bartholomäus errichtet. 2010 erfolgte ihre Profanierung und 2011 ihr Abriss. Heute gehören die Katholiken zur Pfarrgemeinde St. Joseph in Stadthagen.

## Politik

### Gemeinderat
Der Rat der Gemeinde besteht aus 15 Ratsfrauen und Ratsherren. Die Ratsmitglieder werden durch eine Kommunalwahl für jeweils fünf Jahre gewählt.
Bei der letzten Kommunalwahl 2021 ergab sich folgende Sitzverteilung:
| Gemeinderat 2021Insgesamt 15 Sitze - SPD: 6 - Grüne: 2 - WGSN: 2 - FDP: 1 - CDU: 4 |

Vorherige Sitzverteilungen:
| Wahljahr | SPD | CDU | Grüne | WGSN | FDP | Gesamt   |
| -------- | --- | --- | ----- | ---- | --- | -------- |
| 2016     | 6   | 4   | 2     | 2    | 1   | 15 Sitze |

### Bürgermeister/Verwaltung
Bürgermeister ist Gerhard Widdel (SPD). Zur Gemeindedirektorin hat der Rat Heike Buddensiek bestellt. Das Gemeindebüro ist in der Sülbecker Straße eingerichtet.

### Wappen
Auf einer roten Umrandung eine weiße Umrandung mit einem taubenblauen Nesselblatt belegt. Im Nesselblatt als Symbole das Bergwerkzeichen Hammer und Schlegel in schwarz mit goldenen Stielen und eine goldene Ähre mit zwölf Körnern, paarweise angeordnet.

## Wirtschaft und Infrastruktur

### Unternehmen
Im Ortsteil Sülbeck ist mit einer Saatzuchtfirma ein international tätiges Unternehmen mit dem Schwerpunkt Forschung tätig. Weiterhin gibt es hier einen Hotelbetrieb. Im Ortsteil Nienstädt ist direkt an der B 65 ein Gewerbegebiet vorhanden.

### Öffentliche Einrichtungen
- Für die öffentliche Sicherheit und Ordnung ist das Polizeikommissariat Bückeburg zuständig.
- Der Brandschutz und die allgemeine Hilfe werden durch die Freiwilligen Feuerwehren Sülbeck und Liekwegen wahrgenommen.

### Bildung
Im vorschulischen Bereich ist in Nienstädt ein Kinderhort vorhanden. Kindergärten mit Krippen werden in Liekwegen und Sülbeck vorgehalten. Nienstädt ist Grundschulstandort. Weiterführende Schulen befinden sich in Helpsen, Stadthagen und Bückeburg.

### Verkehr
- Direkt durch die Gemeinde verläuft die B 65, die von Minden nach Hannover führt.
- Die nächste Autobahnanschlussstelle ist Bad Eilsen an der Bundesautobahn 2 Hannover-Dortmund, etwa 10 Kilometer entfernt.
- Die nächstgelegenen Bahnhöfe befinden sich in Kirchhorsten und Stadthagen. Beide werden stündlich von der S-Bahn 1 und Richtung Hannover und Minden bedient.
- Der ÖPNV wird in allen Ortsteilen durch die Schaumburger Verkehrs-Gesellschaft sichergestellt.

## Kultur und Sehenswürdigkeiten

### Bauwerke
Die Gemeinde verfügt in Sülbeck über die 1861 am mittelalterlichen Turm errichtete, mit einer von Adolf I. Georg gestifteten Orgel ausgestatteten Kirche Zum Heiligen Kreuz.

### Sport
- Es gibt die Sportvereine SV Nienstädt 09, TuS Sülbeck e. V. von 1906 und TSV Liekwegen e. V. von 1910.
- Im Schützenverein Liekwegen und dem Schützenbund Nienstädt wird Schießsport betrieben.